# Sericosema meadowsaria
Sericosema meadowsaria là một loài bướm đêm trong họ Geometridae.